# Encyclopédie sonore
 (septembre 2024).
Si vous disposez d'ouvrages ou d'articles de référence ou si vous connaissez des sites web de qualité traitant du thème abordé ici, merci de compléter l'article en donnant les références utiles à sa vérifiabilité et en les liant à la section « Notes et références ».
L'Encyclopédie sonore est une collection de disques créée en 1952 par Georges Hacquard aux éditions Ducretet-Thomson-Hachette. Elle regroupe une grande quantité de textes interprétés et enregistrés sur disques microsillons 33 tours. Certains titres ont été transférés sur cassettes audio ou sur CD.
On trouve comme titres de grands classiques comme des pièces de théâtre de Corneille, de Molière, de Shakespeare, d'auteurs grecs ; ou des romans, par exemple Kafka, Tolstoï, Hugo ; de la poésie ; des fables de La Fontaine ; des textes historiques ; des contes pour enfants, etc.
C'est actuellement un label de la société Hachette.